# Bataille de Hefei (234)
Pour les articles homonymes, voir Bataille de Hefei.
Guerres des Trois Royaumes
Batailles
Yiling/Xiaoting - Campagne contre le Wu - Campagne du Sud - Hefei (231) - Hefei (233) - Expéditions de Zhuge Liang - Hefei (234) - Shiting - Liaodong - Offensive du Wu - Xingshi - Koguryo - Gaoping - Expéditions de Jiang Wei (Didao) - Dongxing - Hefei (253) - Shouchun - Cao Mao - chute du Shu - Zhong Hui - Chute du Wu
La bataille de Hefei (chinois simplifié : 合肥之战 ; chinois traditionnel : 合肥之戰 ; pinyin : Héféi Zhī Zhàn), aussi connue sous le nom de bataille de Hefei Xincheng(chinois simplifié : 合肥新城之战 ; chinois traditionnel : 合肥新城之戰 ; pinyin : Héféi Xīnchéng Zhī Zhàn), oppose le Royaume de Wei et le Royaume de Wu en 234, pendant la période des Trois Royaumes de l'histoire de la Chine. Elle s’achève par une victoire du Wei.

## Situation avant la bataille
En 230, le Wei construit une nouvelle forteresse à Hefei, pour se défendre contre son rival, le royaume de Wu. La forteresse est appelée "Xincheng" (新城), soit littéralement: "Nouvelle Ville/Forteresse".
En 231 et 233, Sun Quan, l'empereur du Wu, tente personnellement a deux reprises de s'emparer de cette forteresse. En effet, prendre le contrôle de Xincheng lui permettrait de renforcer les défenses de son royaume, tout en lui ouvrant une voie pour attaquer le cœur du Wei. Cependant, Man Chong, le responsable de la défense de la forteresse, réussit à chaque fois à repousser les assauts des troupes du Wu et déjouer toutes les ruses de Sun Quan.
Durant le deuxième mois lunaire de l'an 234, Zhuge Liang, le Chancelier et régent du royaume de Shu, lance sa cinquième expédition nordique contre le Wei. Le Shu et le Wu étant alliés, Liang décide d'augmenter ses chances de réussite en demandant à Sun Quan de lancer une attaque en même temps que la sienne pour obliger leur ennemi commun à se battre sur deux fronts en même temps. Sun Quan accepte et décide de tenter à nouveau de s'emparer de la forteresse de Hefei.

## La bataille
Sun Quan lance son offensive le cinquième mois lunaire de la même année, avec une armée forte de 100 000 hommes, qui stationne près du lac Chao. En effet, si Sun Quan conduit personnellement les troupes qui attaquent la forteresse de Hefei, cette dernière n'est pas le seul objectif. Il envoie aussi ses généraux Lu Xun et Zhuge Jin respectivement à Jiangxia (江夏) et Miankou (沔口), pour qu'ils attaquent la ville de Xiangyang à partir de ces positions. Une troisième armée, dirigée par Sun Shao et Zhang Cheng, avance vers Guangling (廣陵) et Huaiyin (淮陰). Au total, le Wu attaque le Wei sur trois fronts.
À cette date, ce n'est plus le général Man Chong qui est chargé de la défense de Hefei, mais Zhang Ying (張穎). Ayant déjà repoussé deux attaques du Wu, Chong demande à pouvoir prendre le commandement d'une armée de secours pour aller aider les défenseurs de Xincheng. Cependant, Tian Yu s'oppose au plan de Chong, car il pense que les défenses de Hefei/Xincheng sont suffisantes en l'état et il craint que l'armée du Wu n'ait la capacité d'attaquer et détruire la force de secours tout en maintenant le siège. À ce moment-là, de nombreux militaires du Wei sont soit en congé, soit sous les ordres de Sima Yi et en train de se battre contre Zhuge Liang. Man Chong demande que les soldats en congé soient rappelés et rassemblés pour repousser l'attaque du Wu. Cao Rui, l'empereur du Wei, est en désaccord avec l'opinion de Chong et refuse d'appliquer son plan. En effet, Rui estime que Hefei, Xiangyang, et le mont Qi (祁山) sont respectivement les trois forteresses les plus importantes des frontières Est, Sud et Ouest du Wei, et par là même elles sont déjà suffisamment pourvues en hommes et systèmes de défense. Liu Shao, un autre des généraux du Wei, pense que Man Chong devrait se concentrer sur la défense au lieu de chercher à tout prix à attaquer, à cause du moral élevé des troupes du Wu. Le plan de Shao est le suivant : la Cour Impériale du Wei devrait envoyer dans un premier temps 5 000 fantassins et 3 000 cavaliers pour soulager Xincheng. Ces troupes devraient être déployées de manière à être le plus espacées possible et transporter le plus de drapeaux, bannières et tambours de guerre possible, afin de créer l'illusion d'une grande armée. Liu Shao prédit que les forces Wu vont se retirer en voyant l'arrivée de cette "grande armée". L'empereur Cao Rui approuve la stratégie de Liu Shao et envoie cette force de secours.
Lors du septième mois lunaire de la même année, Cao Rui prend personnellement le commandement de la flotte qui part vers l'est avec les renforts pour Xincheng. En complément du plan de Liu Shao, Man Chong a recruté plusieurs hommes chargés d'incendier les machines de siège de l'armée du Wu. Sun Tai, un des neveux de Sun Quan (孫泰) tué lors des combats provoqués par ces hommes. À ce stade de la bataille, de nombreux soldats du Wu sont malades, ce qui incite Sun Quan à décider de lever le siège et se replier quand il apprend que l'armée de Cao Rui approche. Lorsqu'ils apprennent que leur empereur s'est replié, Sun Shao et Zhang Cheng font de même. Seul Lu Xun reste sur place et tente de prendre Xiangyang pendant un certain temps, mais lui aussi finit par se replier.

## Conséquences
À la suite de ce nouvel échec, Sun Quan renonce définitivement à tenter de s'emparer de la forteresse de Hefei. Il y aura bien un nouvel affrontement entre le Wu et le Wei devant les murs de Hefei en 253, mais il sera le fait de son successeur.
Lorsque Zhuge Liang est mis au courant de l'échec de Sun Quan, cela lui porte un coup terrible au moral. Sa santé, déjà fortement éprouvée par le stress généré par le long siège qu'il mène devant un fort du Wei dans les plaines de Wuzhang, se dégrade encore plus. Au bout de trois mois, le régent du Shu meurt et son armée se replie. La mort de Zhuge Liang, suivie de l'exécution du général Jiang Wan après une tentative de révolte, réduit fortement la capacité offensive du Shu, qui ne sera plus jamais en mesure de représenter une menace sérieuse pour le Wei.